# 国道17号線 (韓国)

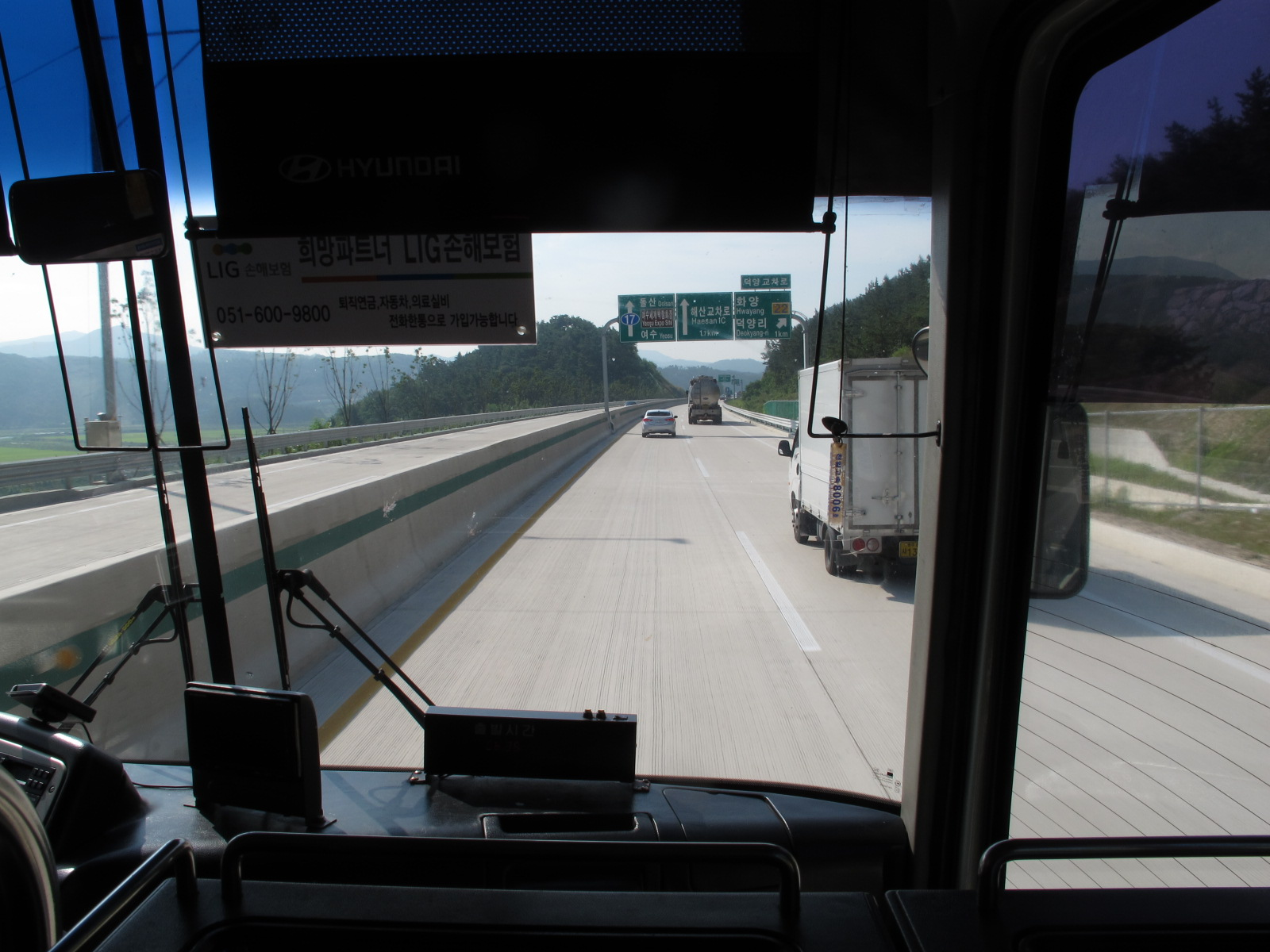
エキスポ大路 德陽インターチェンジ付近
国道17号線の一部である。

国道17号線（こくどう17ごうせん、麗水-龍仁線、ハングル: 국도 제17호선）は全羅南道麗水市突山邑から京畿道龍仁市処仁区陽智面へ至る大韓民国の一般国道である。 1976年から1978年までは谷城郡~南原市の区間を始めに1993年から1997年までは秋富面~錦山郡の区間が完工する。

## 歴史
- 1971年8月31日 : 一般国道路線指定令により国道第17号線麗水-清州線になる。
- 1981年3月14日 : 起点を既存の全羅南道麗水市から全羅南道麗川郡突山邑を、終点もやはり忠清北道清州市から京畿道龍仁郡内四面に延長する。これにより突山~陽地線となる。
- 1996年7月1日 : 起点を全羅南道麗川郡突山邑から全羅南道麗水市突山邑へ変更される。

## 通過する自治体
- 全羅南道
  - 麗水市 - 順天市 （市内中心部から黄田面の間） - 求礼郡 - 順天市 （黄田面（朝鮮語版）） - 谷城郡
- 全北特別自治道
  - 南原市 - 任実郡 - 全州市 （完山区 - 徳津区）- 完州郡
- 忠清南道
  - 錦山郡
- 大田広域市
  - 東区 - 中区 - 東区 - 大徳区
- 忠清北道
  - 清州市 （西原区 - 上党区 - 清原区） - 鎮川郡
- 京畿道
  - 安城市 - 龍仁市 （処仁区）

## 通過する道路
高速道路
- 京釜高速道路
- 南海高速道路
- 湖南高速道路
- 順天-完州高速道路
- 唐津-盈徳高速道路
- 統営-大田高速道路
- 中部高速道路
- 平沢-堤川高速道路
- 嶺東高速道路
- セマングム-浦項高速道路支線（朝鮮語版）

国道
- 国道2号線
- 国道4号線
- 国道13号線 (韓国)（朝鮮語版）
- 国道18号線 (韓国)（朝鮮語版）
- 国道19号線 (韓国)（朝鮮語版）
- 国道21号線
- 国道22号線 (韓国)（朝鮮語版）
- 国道24号線
- 国道25号線
- 国道26号線
- 国道30号線
- 国道34号線 (韓国)（朝鮮語版）
- 国道36号線 (韓国)（朝鮮語版）
- 国道37号線 (韓国)（朝鮮語版）
- 国道38号線 (韓国)（朝鮮語版）
- 国道42号線 (韓国)（朝鮮語版）
- 国道77号線

国家支援地方道
- 国家支援地方道22号線（朝鮮語版）
- 国家支援地方道32号線（朝鮮語版）
- 国家支援地方道49号線（朝鮮語版）
- 国家支援地方道60号線（朝鮮語版）
- 国家支援地方道68号線（朝鮮語版）
- 国家支援地方道70号線（朝鮮語版）
- 国家支援地方道82号線（朝鮮語版）
- 国家支援地方道84号線（朝鮮語版） （計画中）
- 国家支援地方道96号線（朝鮮語版）